# Émile Chanoux
Émile Chanoux (Rovenaud, Valsavarenche, 9 de gener de 1906 – Aosta, 18 de maig de 1944) fou un notari, polític i màrtir de la Resistència italiana a la Vall d'Aosta, alhora que un dels pares del nacionalisme valldostà modern.
Estudià dret i treballà com a notari. S'especialitzà en dret de minories i fou director de la revista Le Duché d'Aoste. El 1919 fundà amb el p. Joseph Trèves la Jeune Vallée d'Aoste, defensor de la llengua, la identitat i l'autonomia locals. Des del 1938 va dirigir la resistència antifeixista valldostana i fou cap del Comitè d'Alliberament Nacional a la vall. El 19 de desembre del 1943, amb l'advocat Ernest Page i l'historiador Federico Chabod, va convocar una reunió a Chivasso de la que en va sortir la Declaració de Chivasso, on els signants reclamen la legalització i el reconeixement de la realitat etonlingüística autonomia administrativa i econòmica, examen a la solució dels problemes socials (com la immigració), solució al problema fiscal i a la situació escolar, i reforma agrària. però poc després fou arrestat, torturat i mort pels feixistes.
El 18 de maig de 1944 fou arrestat pels nazis al seu bufet de notari a Aosta, i fou interrogat i torturat fins a la mort per tres oficials de les SS. La seva tasca inspirà als fundadors del partit Unió Valldostana. Té una plaça dedicada a Aosta.

## Obres
- Émile Chanoux, Delle minoranze etniche nel Diritto Internazionale;
- Émile Chanoux, Federalismo e autonomia.